# When you ride alone, you ride with Hitler

Propagandaposter (1943)

When you ride ALONE, you ride with Hitler! Join a Car-Sharing Club TODAY! was de slogan van een Amerikaanse propagandacampagne uit de Tweede Wereldoorlog die autodelen promootte.

## Achtergrond
De poster werd in 1943 ontworpen door de Amerikaanse grafisch ontwerper Weimer Pursell voor de Office of Price administration. Het was onderdeel van een serie propagandaposters die werden uitgegeven door de Amerikaanse overheid tijdens de Tweede Wereldoorlog. Gedrukte posters waren tijdens de oorlogsjaren de belangrijkste vorm van propaganda, omdat ze gemakkelijk te produceren en verspreiden waren.
De poster had als doel autodelen te promoten. Tijdens de oorlogsjaren hadden in de Verenigde Staten meer mensen dan ooit een auto in hun bezit. Door autodelen kon er bespaard worden op benzine en rubber. Het besparen van rubber was essentieel, gezien het Japanse leger de toegang tot rubberplantages in Zuidoost-Azië had geblokkeerd.
In de poster wordt verwezen naar de individuele verantwoordelijkheid van de burger. De slogan op de poster insinueert dat personen die ervoor kiezen alleen in de auto te zitten, indirect de nazi's zouden steunen. Andere slogans die werden gebruikt in de propagandacampagne waren onder meer Swap riding--the new way to new friendships en Uncle Sam wagging his finger.

## Variaties
De titel van het boek When You Ride Alone You Ride with bin Laden van Bill Maher uit 2002 is een verwijzing naar de slogan. Daarnaast bestaan er diverse variaties en parodieën van de poster waar andere leiders, waaronder Poetin, worden genoemd in plaats van Hitler.